# Стоун (окръг, Арканзас)
Окръг Стоун (на английски: Stone County) е окръг в щата Арканзас, Съединени американски щати. Площта му е 1577 km², а населението – 12 394 души (2010). Административен център е град Маунтин Вю. Стоун в превод от английски означава камък, а в контекста на окръга, името може да се преведе като Каменен окръг. Името идва от географските дадености на района.